# Janet Rossant
Janet Rossant (Chatham, 13 de julio de 1950) es una bióloga e investigadora canadiense. Es una autoridad mundial en Biología del desarrollo.

## Biografía
Rossant nació el 13 de julio de 1950 en el poblado de Chatham, al sureste de Inglaterra. Se formó en las Universidades de Oxford y Cambridge y desde 1977 trabaja en Toronto, Canadá, primero en la Brock University y desde 1985 hasta 2005 en el Samuele Lunenfeld Research Institute del Mount Sinai Hospital.
Es investigadora del Programa para la Biología del Desarrollo y de las Células Madre y jefe de investigaciones del Hospital for Sick Children. Enseña en la Universidad de Toronto en los departamentos de Genética molecular, Obstetricia-Ginecología y Pediatría. Es vicegerente científico del Red Canadiense de Células Madre y dirige el Centre for Modelling Human Disease de Toronto que se ocupa de la mutaciones del genoma para desarrollar modelos de enfermedades humanas en las ratas.
Es miembro de la Royal Society de Londres y de Canadá y está asociada a la Academia Nacional de Ciencias de Estados Unidos.

### Carrera
Sus intereses de investigación se concentran sobre el control genético del desarrollo normal o anómalo de los embriones de rata, utilizando técnicas de manipulación genética y celular. Sus investigaciones sobre los embriones condujeron al descubrimiento de un nuevo tipo de célula madre de la placenta, la célula del trofoblasto.
Ha recibido diversos premios internacionales, entre ellos el Killam Prize for Health Sciences, el de la Fundación March of Dimes Prize para la biología del desarrollo, la Medalla Conklin y el premio CIHR Michael Smith Prize . En 2013  fue nombrada presidente de la International Society for Stem Cell Research (ISSCR).

## Reconocimientos
- Premio L'Oréal-UNESCO a Mujeres en Ciencia[6] (2018)
- Medalla Ross G. Harrison de la International Society of Developmental Biologists (2013)
- Premio de la biología del desarrollo de la fundación March of Dimes (2007)
- Miembro de la  Asociación Estadounidense para el Avance de la Ciencia (2001)
- Miembro de la  Royal Society (2000)
- Medalla McLaughlin de los Premios de la Real Sociedad Canadiense (1998)
- Miembro de la  Real Sociedad Canadiense (1993)